# Prisma di Bauernfeind

Riflessioni in un prisma di Bauernfeind avente una deviazione del fascio di 60 gradi. Il lato verde richiede un rivestimento riflettente.

In ottica, un prisma di Bauernfeind, dal nome del suo inventore, il geodeta tedesco Karl Maximilian von Bauernfeind, è un tipo di prisma ottico a riflessione utilizzato per deviare un fasci di luce di 45° o 60°, a seconda della costruzione, senza che l'immagine sia ruotata o capovolta.
Nel caso in cui la deviazione del raggio sia di 45°, il prisma di Bauernfeind è conosciuto anche come mezzo pentaprisma o semipentaprisma.

## Struttura
Il prisma di Bauernfeind consiste in un blocco di vetro modellato in forma triangolare. Quando il raggio luminoso penetra dalla faccia obliqua, esso viene riflesso due volte all'interno del prisma, con la prima riflessione che avviene però con un angolo inferiore all'angolo critico (sia esso 45° o 60°), per questo, volendo far sì che il raggio sia totalmente riflesso internamente e che il prisma trovi applicazioni pratiche, è necessario che la superficie su cui avviene tale riflessione sia coperta con un rivestimento riflettente.

## Applicazioni

Uno schema della realizzazione del prisma di Schmidt-Pechan: il prisma inferiore è un prisma di Bauernfeind.

Il prisma di Bauernfeind è comunemente utilizzato nelle ottiche dei microscopi in modo da deviare il percorso dell'immagine verso l'oculare e rendere il dispositivo più ergonomico.
Il prisma di Bauernfeind, nella sua versione che riflessione di 45°, trova anche applicazione in combinazione con il prisma a tetto di Schmidt per formare il prisma di Schmidt-Pechan.
Un'applicazione relativamente recente, risalente in particolare al 2008, è quella che vede i prismi di Bauernfeind utilizzati come lenti negli occhiali da arrampicata, un dispositivo che viene indossato dall'arrampicatore che fa sicura, ossia che è deputato a compiere quell'insieme di movimenti, gesti e tecniche che consentono di frenare una caduta accidentale del primo di cordata, per osservare il proprio partner durante l'arrampicata senza dover allungare eccessivamente il rachide cervicale.